# ニーナ・ゲオルギエヴナ
ニーナ・ゲオルギエヴナ（ロシア語: Нина Георгиевна, 1901年6月20日 - 1974年2月27日）は、ロシアの皇族。ニコライ1世の曾孫で、ロシア公女の称号を有した。ゲオルギー・ミハイロヴィチ大公とその妻マリヤ・ゲオルギエヴナ妃との間に生まれた第1子、長女。

## 生涯
ニーナはサンクトペテルブルク郊外にある祖父ミハイル・ニコラエヴィチ大公の邸宅ミハイロフスキー宮殿内の、両親が借りていた翼で幼少期を過ごした。ゲオルギー大公一家は1905年、クリミアに新しく建てられた小さな宮殿に引っ越した。ニーナと両親、そして妹クセニヤは、イギリス式でギリシア語の「ハラクス」という名前のついた小宮殿で静かな生活を送った。ニーナと妹クセニヤは、皇帝ニコライ2世の下の2人の娘マリアおよびアナスタシアと年が近かったため、首都に出て彼女たちと遊ぶこともあった。
1914年6月に第1次世界大戦が勃発した時、両親の不和が原因でニーナは母と妹と一緒にイギリスに滞在していた。母娘は危険を冒してロシアに帰国することはせず、そのまま同国に留まった。ロシア革命後の1919年、父ゲオルギー大公は他のロシア皇族たちと一緒にボリシェヴィキ政府の命令で処刑された。ニーナとクセニヤの姉妹は死んだ父を深く慕っており、父を見捨てた母を嫌っていた。姉妹は母から逃れたいと願うあまり、非常に若いうちに結婚した。
ニーナは1922年、ロンドンで亡命ロシア人貴族のパーヴェル・アレクサンドロヴィチ・チャフチャヴァーゼ公爵（1899年 - 1971年）と結婚した。チャフチャヴァーゼ公爵はグルジア系の大貴族で、最後のグルジア王ギオルギ12世の直系子孫であり、ニーナと同じように革命で父親を殺されていた。夫妻は1924年に一人息子のダヴィドをもうけた。
ニーナは1927年、家族とともにアメリカ合衆国に移住し、1939年にマサチューセッツ州ウェルフリートに身を落ちつけた。ニーナは芸術家として、夫チャフチャヴァーゼは作家、翻訳家として生計を立てた。一人息子のダヴィドはロシア語の知識を買われ、CIAの諜報部員になった。ニーナは1974年にマサチューセッツ州ハイアニスで亡くなった。